# Nữ hộ vệ xinh đẹp Thủy thủ Mặt Trăng: Vĩnh hằng – Bản điện ảnh
Nữ hộ vệ xinh đẹp Thủy thủ Mặt Trăng: Vĩnh hằng – Bản điện ảnh (Nhật: 劇場版「美少女戦士セーラームーンEternal」 Hepburn: Gekijōban Bishōjo Senshi Sērā Mūn Etānaru) là một bộ phim anime phát hành vào năm 2021 gồm 2 phần phim dựa trên Dream arc trong manga Sailor Moon của tác giả Naoko Takeuchi và là phần tiếp theo của Thủy thủ Mặt Trăng Pha lê. Bộ phim gồm hai phần do Chiaki Kon làm đạo diễn, Kazuyuki Fudeyasu viết kịch bản, Naoko Takeuchi giám sát, và được sản xuất bởi cả Toei Animation và Studio Deen. Phần phim đầu tiên được phát hành vào ngày 8 tháng 1 năm 2021. Phần phim thứ hai được phát hành vào ngày 11 tháng 2 năm 2021.
Netflix đã mua bản quyền và phát trực tuyến hai phần phim vào ngày 3 tháng 6 năm 2021.

## Phát hành

### Phát hành tại Nhật Bản
Phần phim đầu tiên dự kiến phát hành tại các rạp Nhật Bản vào ngày 11 tháng 9 năm 2020, nhưng đã bị hoãn lại và phát hành bốn tháng sau đó vào ngày 8 tháng 1 năm 2021 do đại dịch COVID-19. Phần phim thứ hai được phát hành vào ngày 11 tháng 2 năm 2021.
Blu-ray và DVD tiếng Nhật sẽ được phát hành vào ngày 30 tháng 6 năm 2021.

### Phát hành quốc tế
Vào cuối tháng 4 năm 2021, đã có thông báo rằng Netflix đã mua lại bản quyền phát trực tuyến cho hai phần phim và sẽ được công chiếu vào ngày 3 tháng 6 năm 2021 trên toàn thế giới. Vào đầu tháng 5 năm 2021, đã có thông báo rằng dàn diễn viên lồng tiếng Anh từ Sailor Moon Crystal và của cả phiên bản anime những năm 90 sẽ lồng tiếng, thể hiện lại vai diễn của họ, ngoại trừ Chris Niosi vì anh ấy sẽ không đóng lại vai Helios.